# Eu, Daniel Blake
I, Daniel Blake  é um filme de drama de 2016 dirigido por Ken Loach e escrito pelo colaborador de longa data Paul Laverty. É estrelado por Dave Johns como Daniel Blake, a quem é negado subsídio de emprego e apoio, apesar de seu médico o achar inadequado para o trabalho. Hayley Squires co-estrela como Katie, uma mãe solteira que Daniel faz amizade.
O filme ganhou a Palma de Ouro no Festival de Cannes de 2016, o Prix du Public no Festival Internacional de Cinema de Locarno 2016,   e o BAFTA de 2017 para o Melhor Filme Britânico.

## Enredo
O viúvo Daniel Blake, um marceneiro de 59 anos de idade de Newcastle, sofreu um ataque cardíaco. Embora seu cardiologista não tenha permitido que ele voltasse ao trabalho, Daniel é considerado apto a fazê-lo após uma avaliação da capacidade de trabalho e o foi negado subsídio de emprego e apoio. Ele fica frustrado ao saber que seu médico não foi contatado sobre a decisão e solicita uma apelação, um processo que ele acha difícil porque precisa preencher formulários on-line e não possui conhecimentos de informática.
Daniel faz amizade com a mãe solteira Katie depois que ela é sancionada por chegar atrasada para um compromisso no Jobcentre. Katie e seus filhos acabam de se mudar para Newcastle de um abrigo para moradores de rua em Londres, pois não há acomodações acessíveis em Londres. Daniel ajuda a família reparando objetos, ensinando-os a aquecer as salas sem eletricidade e criando brinquedos de madeira para as crianças.
Durante uma visita a um banco de alimentos, Katie é superada pela fome e desmorona. Depois que ela é pega furtando um supermercado, um segurança oferece um trabalho como prostituta. Daniel a surpreende no bordel, onde ele implora que ela desista do trabalho, mas ela insiste em lágrimas que não tem outra maneira de alimentar seus filhos.
Como condição para receber o subsídio de candidato a emprego, Daniel deve continuar procurando trabalho. Ele se recusa a trabalhar em um centro de jardinagem porque seu médico ainda não permite que ele trabalhe. Quando o técnico de trabalho de Daniel diz que ele deve trabalhar mais para encontrar um emprego ou ser aprovado, Daniel diz: "Eu, Daniel Blake, exijo minha data de apelação antes de morrer de fome" no prédio. Ele ganha o apoio de transeuntes, incluindo outros requerentes de benefícios, mas é preso e advertido pela polícia. Daniel vende a maioria de seus pertences e se isola.
No dia do apelo de Daniel, Katie o acompanha ao tribunal. Um consultor de assistência social diz a Daniel que seu caso parece sólido. Ao vislumbrar o juiz e o médico que decidirão seu caso, Daniel fica ansioso e vai ao banheiro, onde sofre um ataque cardíaco e morre. Em seu funeral público, Katie lê o elogio, incluindo o discurso que Daniel pretendia ler em seu apelo. O discurso descreve seus sentimentos sobre como o sistema de assistência social falhou com ele, tratando-o como um cachorro, em vez de um homem orgulhoso de ter pago suas dívidas à sociedade.

## Elenco
- Dave Johns como Daniel Blake
- Hayley Squires como Katie
- Dylan McKiernan como Dylan
- Briana Shann como Daisy
- Mick Laffey como conselheiro do serviço social
- Harriet Ghost como recepcionista

## Produção
As filmagens tiveram início em outubro de 2015 em Newcastle upon Tyne e nos arredores da região. O filme foi produzido por Rebecca O'Brien para os estúdios Sixteen Films, Why Not Productions e Wild Bunch com o apoio do British Film Institute e da BBC Films.

## Recepção
Eu, Daniel Blake, tornou-se o maior sucesso de Loach nas bilheterias do Reino Unido. No site agregador de críticas Rotten Tomatoes, o filme tem uma classificação de aprovação de 92%, com base em 182 críticas, com uma classificação média de 8,01 / 10. [13] O consenso do site diz: "Eu, Daniel Blake, marca mais um capítulo bem contado na filmografia poderosamente populista do diretor Ken Loach." No Metacritic, o filme tem uma pontuação de 78 em 100, com base em 32 críticos, indicando " revisões geralmente favoráveis ".

### Legado
Em 2017, Dave Johns fez um show solo no Edinburgh Fringe; Eu, Filum Star, narrando como a vida de Dave havia mudado desde o sucesso do filme e recebeu elogios da crítica, tocando em salas esgotadas ao longo da exibição. Em 2019, ele está em turnê com um novo show, From Byker to the BAFTAs, com 24 datas de agosto a novembro.
Um show de stand-up de comédia intitulado Eu, Tom Mayhew foi apresentado no Edinburgh Fringe em agosto de 2019. O comediante de stand-up Tom Mayhew já havia ficado dependente de benefícios há mais de três anos na Grã-Bretanha e foi inspirado a escrever o programa depois de assistir ao filme.  O show foi aclamado pela crítica, com a transferência para uma exibição esgotada no Soho Theatre em janeiro de 2020.

## Reconhecimentos
| Ano  | Prémios            | Categorias                                 | Destinatários e nomeados | Resultado | Referências   |
| ---- | ------------------ | ------------------------------------------ | ------------------------ | --------- | ------------- |
| 2016 | Festival de Cannes | Palma de Ouro                              | Ken Loach                | Venceu    | [ 14 ] [ 15 ] |
| 2016 | Festival de Cannes | Palme DogManitarian                        | Shea                     | Venceu    | [ 14 ] [ 15 ] |
| 2016 | Festival de Cannes | Prémio do Júri Ecuménico — Menção especial | Ken Loach                | Venceu    | [ 14 ] [ 15 ] |
| 2017 | Bafta              | Melhor Filme Britânico                     | Ken Loach                | Venceu    | [ 16 ] [ 17 ] |